# Zhansai Smagulov
Zhansai Smagulov (en kazajo: Жансай Смағұлов; 26 de septiembre de 1992) es un deportista kazajo que compite en judo. Ganó una medalla de bronce en el Campeonato Asiático de Judo de 2017, en la categoría de –73 kg.

## Palmarés internacional
| Campeonato Asiático | Campeonato Asiático | Campeonato Asiático | Campeonato Asiático |
| Año                 | Lugar               | Medalla             | Categoría           |
| ------------------- | ------------------- | ------------------- | ------------------- |
| 2017                | Hong Kong (China)   | Medalla de bronce   | –73 kg              |